# Bni Ahmed Imoukzan
Bni Ahmed Imoukzan (franska: Bni Ahmed Imoukzan (CR), Bni Ahmed Imoukzan (Commune Rurale), arabiska: بني أحمد اموكزان) är en kommun i Marocko.   Den ligger i provinsen Al Hoceïma och regionen Tanger-Tétouan-Al Hoceïma, i den nordöstra delen av landet, 230 km öster om huvudstaden Rabat. Antalet invånare är 8 949.